# (841) Arabella
(841) Arabella es un asteroide perteneciente al cinturón de asteroides descubierto el 1 de octubre de 1916 por Maximilian Franz Wolf desde el observatorio de Heidelberg-Königstuhl, Alemania.
Está nombrado por la ópera homónima del compositor alemán Richard Strauss (1864-1949).

## Características orbitales
Arabella forma parte de la familia asteroidal de Flora.